# Tapestry
Tapestry (с англ. — «гобелен, тканое полотно») — объектно-ориентированный Java фреймворк для создания веб-приложений, реализующих модель MVC. Tapestry был создан Howard Lewis Ship (рус. Говард Льюис Шип) и продолжает активно развиваться. Фреймворк является проектом верхнего уровня в организации Apache Software Foundation. Основной акцент в Tapestry сделан на продуктивность разработчика, лёгкость использования, невозможность программистами создания больших кусков «glue code». Tapestry использует модульный подход к веб-разработке, используя биндинг между компонентами (объектами) пользовательского интерфейса на веб-странице и соответствующими им java-классами. Эта компонентно-ориентированная архитектура почерпнула большое количество идей из WebObjects.

## Tapestry 4
Текущим стабильным релизом Tapestry является версия 5.3.8. Версия 4 и более ранние довольно похожи, в то время как версия 5 содержит значительные изменения.
В Tapestry 4 веб-приложения разбиваются на страницы и компоненты. Страницы описывают уровень компонент, в то время как компоненты определяют функциональность. Этот подход разделяет цельное веб-приложение на легкоуправляемые фрагменты кода, которые управляют взаимодействием с пользователем, бизнес логикой и состоянием. Компоненты также делятся на базовые (core) и дополнительные (supplemental). Базовые компоненты являются основными «строительными кирпичами» приложения, такие как валидаторы форм, средства для построения интерфейса или объекты состояния. Дополнительные компоненты определяют, каким образом группа базовых компонент может взаимодействовать с другими базовыми компонентами в группе.
Шаблоны компонентов в Tapestry представляют собой XHTML файлы. Как правило, маппинг между java-классами и XHTML-объектами, которыми они управляют описывается в XML файле. Взаимодействие между backend'ом (java класс) и frontend'ом (XHTML объект) осуществляется с помощью OGNL. Разметка страницы производится иным образом, нежели в PHP, ASP, и JSP, в которых используются специальные теги для разделения переменных шаблона и кода.

## Tapestry 5
Разработка пятой версии Tapestry началась вскоре после релиза версии 4. Разработчики поняли, что оригинальная архитектура, основанная на наследовании от базовых классов, затрудняет улучшение и развитие фреймворка с сохранением обратной совместимости в каждом релизе. Кроме того, она не позволяла решить большое количество проблем преследовавших разработчиков которые использовали данный фреймворк. Новый подход (и новая кодовая база) основывался на POJO, аннотациях и конвенции об именовании. Аннотации и конвенции об именовании практически полностью вытеснили файлы дескрипторов в формате XML предыдущих версий. Единственный XML файл требуемый проектом — web.xml. Кроме того, была устранена необходимость в перекомпилировании, архивировании, деплое и перезапуске сервлетов при каждом изменении в коде. Данная возможность получила название «живая перезагрузка классов» («live class reloading»). Все перечисленные возможности делают Tapestry 5 необычайно гибкой платформой для разработки веб-приложений.
Version 5 объединяет фреймворки Prototype и script.aculo.us со специфическими библиотеками Tapestry для поддержки технологии Ajax. Начиная с версии 5.4 Tapestry использует более современную библиотеку jQuery.
В Tapestry 5.1 была улучшена производительность и снижено потребление памяти, а также добавлены дополнительные функции для улучшения производительности, такие как автоматическая компрессия трафика с помощью GZIP и агрегация JavaScript библиотек. Несмотря на большое количество нововведений и улучшений, Tapestry 5.1 полностью сохраняет обратную совместимость с Tapestry 5.
Tapestry 5.2 объединяет спецификацию JSR 303 (валидация данных) со своими внутренними механизмами проверки. Живая перезагрузка классов (Live class reloading) была усовершенствована, и теперь также поддерживает перезагрузку реализаций сервисов (под сервисом имеется в виду связка интерфейса и класса реализации).
Tapestry 5.3 улучшает производительность, уменьшает использование памяти, добавляет новые компоненты. Переработан внутренний механизм работы с байт-кодом, полная поддержка HTML5.
Tapestry 5.4 находится в активной разработке и доступна только в виде исходного кода. Релиз несет серьезные изменения в работе с JavaScript. Tapestry 5.4 включает в себя RequireJS, асинхронный загрузчик JavaScript, на основе которого строится вся работа с JS файлами (модулями и библиотеками). Также новый релиз поддерживает автоматическую компиляцию LESS файлов. Обновлён пользовательский интерфейс — Tapestry использует Twitter Bootstrap UI фреймворк.

## Связанные проекты
- Tapestry 4 используется во фреймворке Trails Framework.
- В Tapestry 5 по умолчанию доступна Blackbird консоль для отладки JavaScript[4]. Начиная с версии 5.3 консоль Blackbird убрана из фреймворка без замены[5].
- Tapestry5-jQuery[6] — проект заменяет Prototype на jQuery и предлагает множество компонентов из jQuery UI[7]
- Множество других компонентов и библиотек доступны на сайте фреймворка[8].
- Поддержка IDE — для Tapestry 5 доступны плагины для Eclipse и IntelliJ IDEA.
- Tapestry JumpStart — демонстрация возможностей фреймворка без использования дополнительных плагинов, и объяснение принципов его работы.[9]

### Интеграция с другими фреймворками
В Tapestry 5 по умолчанию предусмотрена интеграция с
- Twitter Bootstrap UI фреймворк. Доступен начиная с версии 5.4.
- RequireJS JS фреймворк асинхронной загрузки JS модулей. Доступен начиная с версии 5.4.
- jQuery JS библиотека. Доступен начиная с версии 5.4.
- Spock фреймворк для модульного тестирования, написанный на Groovy. Базовый артефакт в maven repository: tapestry-spock.
- Hibernate для поддержки ORM
- Spring для внедрения зависимостей, DI англ. Dependency Injection
- Spring-Boot для запуска внутри embedded-контейнера и поддержки двусторонней связи между tapestry и spring сервисами
- Spring Security (ранее Acegi) для обеспечения безопасности
- JBoss Seam для упрощения реализации бизнес логики
- prototype/scriptaculous — со стороны пользователя (англ. frontend) Tapestry использует связку из двух JavaScript фреймворков.